# Šentvid pri Zavodnju
Šentvid pri Zavodnju je naselje v Občini Šoštanj. V središču Šentvida stoji nova spominska kapela sv. Vida, kraj pa je znan po Žlebnikovi domačiji, v bližini katere je padel pesnik Karel Destovnik Kajuh.